# Semnoderidae
Sous-ordre
Famille
Synonymes
- Pentacontidae Zelinka, 1907

Les Semnoderidae sont une famille de kinorhynches, la seule du sous-ordre des Conchorhagina.
Ce sont de petits invertébrés faisant partie du meiobenthos.
On connaît quatre espèces dans deux genres.

## Liste des genres
Selon World Register of Marine Species (6 févr. 2011) :
- Semnoderes Zelinka, 1907
- Sphenoderes Higgins, 1969

## Publication originale
- Remane, 1936 : Gastrotricha und Kinorhyncha. Bronns Klassen und Ordnungen des Tierreichs, vol. 4, p. 1-385.
- Zelinka, 1907 : Zur Kenntnis der Echinoderen. Zoologischer Anzeiger, vol. 32, n. 5, p. 130-136.